# 興化民系
興化民系（平話字：Hing-hua̍-náng，實際讀音：/hiŋ˩˧ hua˦˨ naŋ˩˧/（莆田话读音）），也称莆仙民系（平話字：Pó-sing-náng，實際讀音：/pʰɔu˩˩ siŋ˦˧˧ naŋ˩˧/（莆田话读音）），是中国福建中东部沿海的一个以兴化语（莆仙语）为母语的漢族閩民系分支，廣義上亦包括居住在莆田地區、同說興化語的，主要分布于莆田市，以及邻近的福州地区之福清市新厝鎮南部和永泰县小部分。
在历史上，兴化人较为重视文教，民风保守，但于近代转而重视商业。

## 語言與文字

### 莆仙語
興化人所使用的語言為漢藏语系漢語族閩語分支莆仙語（興化語），又稱興化話或莆仙話。
莆仙語（興化語）可分為莆田話和仙遊話兩種方言，使用者稱之為“本地話”。其中，莆田話通行於莆田城區，仙遊話則通行於仙遊縣。此外，中華民國實際管理的烏坵鄉也使用興化語莆田話，並有融合戰地文化用語，當地又稱烏坵話。

### 興化平話字
興化平話字是一種用於書寫莆仙語（興化語）的羅馬拼音系統，為教會羅馬字之一。1890年由基督教美以美會傳教士蒲魯士夫婦發明並推行。興化平話字是歷史上第一套使用拉丁字母表記莆仙語的文字系統，為基督教在莆田傳播發揮重要貢獻。
興化平話字始終僅限於教會內部推行。至1950年12月《奮興報》停刊之後，興化平話字逐漸淡出視野。時到今日，只有研究者以及少數信教的老者能夠用之閱讀，而普通民眾甚至還不知道興化語有平話字。

## 文化與習俗

### 節慶活動
| 月令 | 節慶活動 | 節慶活動 |
| ---- | -------- | --- |
| 正月 | 春節     | - 元旦，即“新正”。清晨即起，拜神祀祖先，各祀已掛面，祀畢吃麵，一家男婦老幼，每人一碗，但不用湯，意味湯多則出門必遇雨。家有客到，則欵以麵一碗，柑一雙，連續五日。 - 初二，照例不相往來，出嫁的女子，遇父母之喪，必送祭禮，曰“過初二節”，其他親友則概行謝絕，喪家，在是日用白紙書“恭辭光顧”四字，貼於門外。 - 初三或初四為“迎年”。凡十二月廿三日“送年者”，則初三迎年；十二月廿四日“送年者”，則初四迎年。 - 初五在莆仙叫“做大歲”，相傳明代興化城為倭寇所陷，城中人不得度歲，圍爐，直到初五，乃置備祭品，祀神祭祖，補行度歲，所以又叫“做大歲”。 - 自元旦至初五，叫“五日歲”，又叫“破五”，意味破例准許各種娛樂，過了初五，一切恢復舊序。 - 每年正月初十前後，俗例還有“請春酒”。交遊廣，應酬緊者，日必赴數席。 |
| 正月 | 天誕     | - 初九為玉皇至尊萬壽，眾登壺公山凌雲殿進香祝壽者，絡繹於途。 |
| 正月 | 元宵     | - 正月十五日，為元宵佳節，在從前還有提前自十二起，叫做“預放元宵”，後又增至十七、十八兩夜，謂之“增上元”，又曰“展元宵”。城內元宵，以十五、十六兩夜為最多，故曰“元宵心”。 |

### 宗教

#### 媽祖信仰
媽祖的誕生地福建是媽祖信仰最盛的地方，僅在媽祖的家鄉莆田一地，就有不下百座的媽祖廟。

#### 三一教主
三一教，又名夏教，是明朝林兆恩所成立的一個宗教教派，在中華人民共和國境內僅在福建省莆田市被承認為合法宗教。

### 莆仙戲

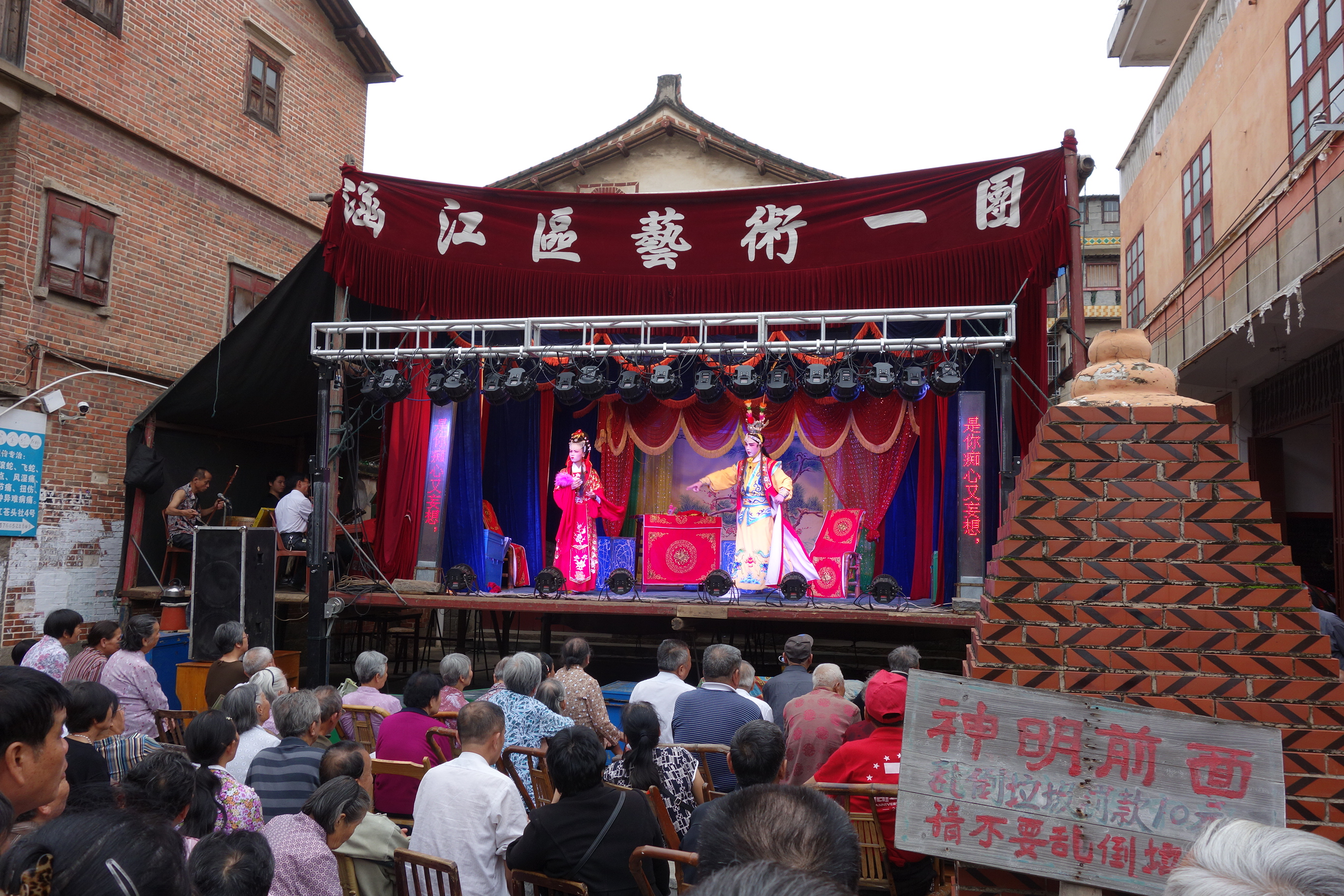
莆仙戲於外臺廟會演出

莆仙戲是中國現存戲劇中最古老的劇種之一，原名「興化戲」在古代「百戲」的礎上發展形成的。莆仙戲源于唐成于宋，盛菸明清，閃光于現代。它表演古模優雅，不少動作深受木偶戲影響，富有獨特的藝術風格;其唱腔豐富，綜合了葡仙的民間歌謠便曲，十音八樂，佛曲法曲，宋元詞曲和大麵歌舞的藝術特點，用方言演唱，具有濃厚地方色彩，迄今仍保留不少宋元南戲音樂元素，被譽為「宋元南戲的活化右」。葡仙戲現存傳統劇碼有五千多個，当中有《團圓之後》、《晉宮寒月》、《春草闯堂》、《葉李娘》、《狀元與乞丐》等優秀劇碼。

## 飲食

### 四大名果

#### 荔枝
自唐代起，莆田就開始栽培荔枝。莆田荔枝以品種多，果粒大，果色麵紅，果肉乳白色，汁多，清沁爽口，香氣濃鬱，品質優而名揚海內外，主要品種有「陳紫」，「宋家香」，「狀元紅」等。

#### 龍眼
莆田龍眼栽培歷史悠久，始於隋唐，宋明尤盛。由於莆田地處中國龍眼栽培適宜區的北緣，日照充足，雨量適中，日夜溫差大，所以莆田龍眼風味較其他產地香甜，並培育了許多優良品種。全莆田市現有品種80多個，為全國最多。

#### 枇杷
莆田枇杷色澤鮮豔，果個特大，肉軟汁多，甜酸適度，味美爽口，品種達100多種，單果重為全中國最大（最大單果重172克，為世界之冠），主產區常太鎮號稱「中國枇把第一鄉」。

#### 文旦柚
莆田文旦柚，又名蜜柚，以仙遊度尾的出名。文旦柚每年秋季成熟，果實無籽，果味酸，香，甜，食之爽口，嚼之無渣，富含維生素C，曾被清朝列為貢品。

### 美食

#### 興化米粉
興化米粉，白如雪，細如絲，略有米香味質佳味美，易熟可口，是中國最早的速食之一。它是莆田著名的土特產，始於宋代，相傳為宋治平間，興化軍主簿黎嗲受命協助錢四娘在莆田興建木蘭陂水利工程時所創。

#### 興化滷麵
興化滷麵是莆田傳統佳餚，食材配料豐富，包括鮮蝦、花蛤、菜心、紫菜、芋頭、蝦、蘇東、瘦肉、肥肉、豆卜，麵條嫩滑有勁，吃起來既黏軟滑潤，鮮甜美味。

## 民系分布
莆田市旅居海外華僑華人約150萬人，華僑約50萬人、華人約100萬人，分佈在全世界100多個國家和地區。港澳莆田籍人士近13萬人，中國歸僑僑眷65萬人以上。東南亞國家馬來西亞、印尼、新加坡、菲律賓等是除了比廣府籍僑胞，泉漳籍僑胞，潮汕籍僑胞和客家僑胞的人数更少的莆田籍僑胞的主要旅居地，約佔總數的76%。改革開放以後出國定居的莆田籍新華僑華人有36萬人，主要集中在阿根廷、意大利、澳洲、巴西、紐西蘭、新加坡、蘇里南等國家，約佔總數的24%。莆田籍僑胞和港澳同胞建立的社團組織有96個。

### 莆田興化民系
主要是以莆田市區說莆仙語人士為主。

### 仙遊興化民系
主要是以仙遊縣說莆仙語人士為主。

### 福清興化民系
主要是以福清市新厝鎮說莆仙語人士為主。

### 永泰興化民系
主要是以福州市永泰縣說莆仙語人士為主。

## 名人
- 黃滔：中國晚唐時期政治家、詩人。
- 翁承贊：閩國同平章事、晉國公。
- 董思安：閩國將領。
- 陳洪進：閩國將領。
- 蔡襄：中國北宋時期政治家、書法家、茶學專家。
- 蔡京：中國北宋時期政治家、書法家。
- 黃公度：中國南宋時期政治家、文學家。
- 鄭樵：中國南宋時期歷史學家。
- 陳俊卿：中國南宋時期政治家、詩人。
- 林默（媽祖）：以臺灣、中國東南沿海為中心、擴及東亞（琉球、日本本土及越南等東南亞地區）沿海一帶的海神信仰。
- 陳文龍：中國南宋的抗元名將。
- 林環：中國明朝政治人物。
- 林兆恩：中國明朝宗教人物。
- 黄道周：中國明朝政治人物。
- 梁耀樞：中國清朝政治人物。
- 潘仕成：廣州十三行家族鉅賈第三代，晚清巨富、慈善家。
- 宋尚節：中國近代教會復興具有影響力的一個奮興佈道。
- 歐元懷：中國近代一位教育家。
- 陳至立：中國政治人物。
- 張建亞：中國著名導演。
- 劉玉棟：中國著名籃球運動員。
- 陳平：馬來亞共產黨最後一任總書記。
- 林宇中：馬來西亞創作歌手、音樂製作人兼演員。
- 關德輝：馬來西亞知名華裔演員及歌手。
- 黃永宏：新加坡國防部部長。
- 黃廷方：新加坡地產發展商遠東機構及香港信和集團創辦人。
- 黃志祥：香港地產發展商信和置業董事局主席師，為信和置業創辦人黃廷方長子，新加坡遠東機構主席黃志達胞兄。
- 黃志達：新加坡地產發展商遠東機構主席，為遠東機構創辦人黃廷方幼子，香港信和集團主席黃志祥胞弟。
- 黃永光：飲品集團楊協成主席、為黃廷方長孫，黃志祥長子。
- 林恩强：新加坡石油大王。
- 林榮福：新加坡企業家。
- 方志忠：新加坡米其林餐廳“莆田”集團創辦人。
- 李文正：印度尼西亞知名企業家、力寶集團的創始人。
- 陳江和：印度尼西亞企業家，新加坡金鷹集團董事長。
- 翁俊民：印度尼西亞企業家、印尼國信集團主席。
- 吳良好：中國大陸和香港企業家。全國政協常委，香港福建社團聯會榮譽主席。
- 傅穎：香港女歌手及演員。